# Józef Paściak
Józef Paściak (ur. 9 stycznia 1914 w Białce, zm. 30 stycznia 2000 w Krakowie) – polski dominikanin, biblista, profesor „Angelicum”.

## Życiorys

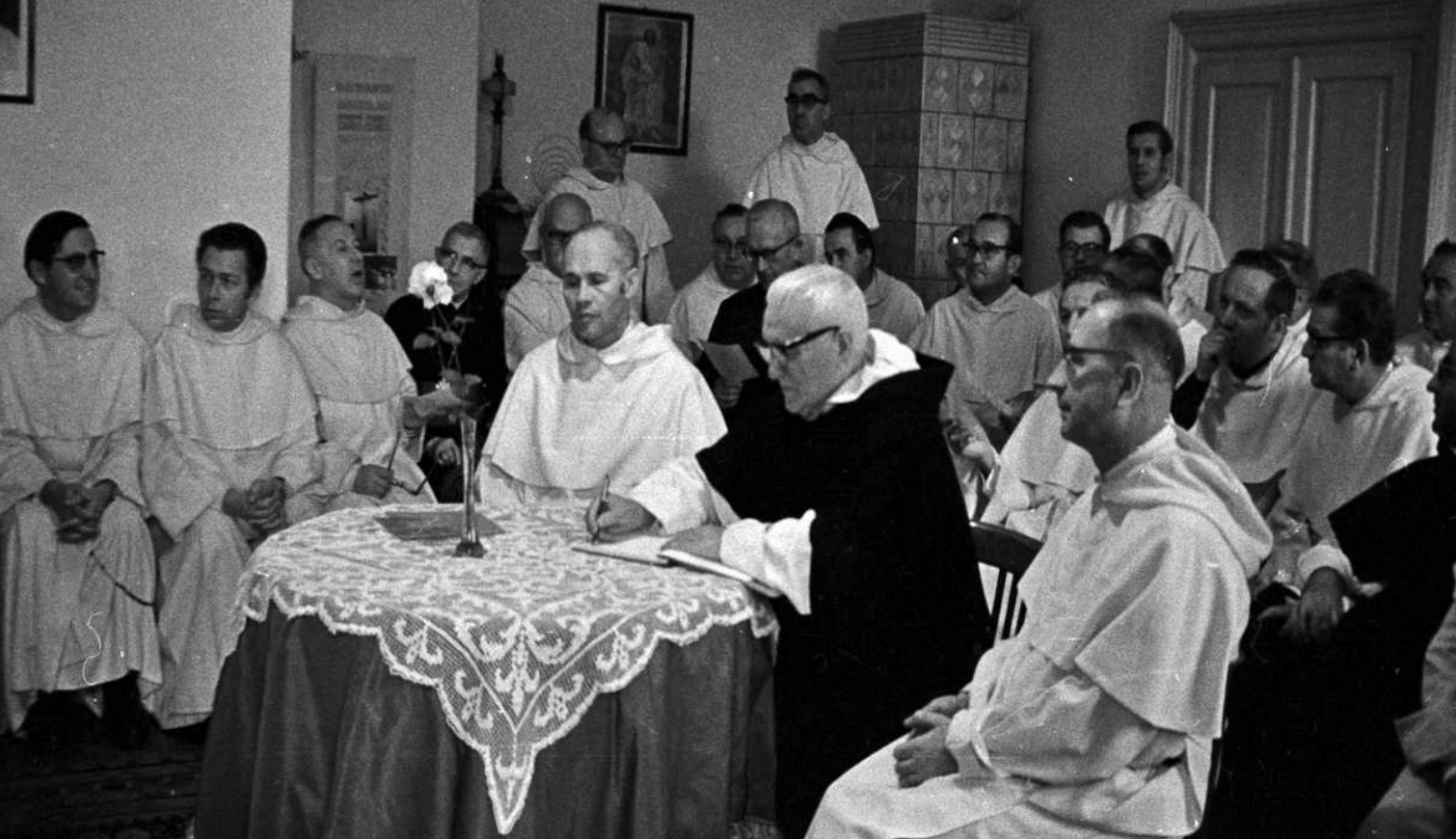
o. Józef Paściak (przy stole po prawej), 1972

W 1931 wstąpił do zakonu dominikanów i przyjął imię Benedykt. 19 sierpnia 1935 złożył śluby wieczyste. W latach 1934–1936 studiował filozofię i teologię w dominikańskim Studium Prowincjalnym we Lwowie. W 1936 wyjechał na studia na „Angelicum”. Święcenia prezbiteratu przyjął 10 lipca 1938 w Rzymie. W 1939 obronił pracę licencjacką. W 1942 uzyskał tytuł doktora teologii moralnej na podstawie dysertacji De oboedientia religiosa secundum D. Thomam et thomistas pod kierunkiem Petrusa Lumbrerasa OP. Podjął studia biblijne, m.in. w latach 1946–1948 we Francuskiej Szkole Biblijnej i Archeologicznej w Jerozolimie, których jednak nie zakończył pracą doktorską.
Od 1948 był profesorem nadzwyczajnym, od 1952 profesorem zwyczajnym na Wydziale Teologicznym „Angelicum”. W 1958 otrzymał najwyższy naukowy tytuł w zakonie – magistra świętej teologii. W 1959 powrócił do Polski, został wykładowcą dominikańskiego Kolegium Filozoficzno-Teologicznego w Krakowie, gdzie do 1992 wykładał egzegezę Pisma Świętego. W latach 1963–1969 był regensem, następnie wiceregensem Kolegium (do 1973). Współpracował przy wydaniu Liturgicznego Kalendarza Prowincji (1987) i przekładzie dominikańskich dodatków do Mszału i Brewiarza. Był też subprzeorem klasztoru krakowskiego, cenzorem kurialnym i dyrektorem Męskiej Fraterni III Zakonu.
Dla Biblii Tysiąclecia przetłumaczył Księgę Izajasza
Został pochowany w grobowcu zakonnym na Cmentarzu Rakowickim.